# Воля (Словаччина)
Воля (словац. Voľa) — село, громада в окрузі Михайлівці, Кошицький край, Словаччина. Село розташоване на висоті 127 м над рівнем моря. Населення — 253 чол. (2006). Вперше згадується в 1357 році.

## Населення
| Рік:            | 1994. | 2004.   | 2014. | 2024.   |
| --------------- | ----- | ------- | ----- | ------- |
| Кількість осіб: | 258   | 250     | 265   | 271     |
| Різниця:        |       | -3,10 % | +6 %  | +2,26 % |

| Рік:            | 2023. | 2024. |
| --------------- | ----- | ----- |
| Кількість осіб: | 271   | 271   |
| Різниця:        |       | +0 %  |

## Пам'ятки
У селі є греко-католицька церква Внебовзяття Пресвятої Богородиці з 1700 року в стилі бароко.